# Satyrium buchananii
Satyrium buchananii är en orkidéart som beskrevs av Rudolf Schlechter. Satyrium buchananii ingår i släktet Satyrium och familjen orkidéer. Inga underarter finns listade i Catalogue of Life.